# López Mateos, Campeche
López Mateos är en ort i Mexiko.   Den ligger i kommunen Champotón och delstaten Campeche, i den östra delen av landet, 900 km öster om huvudstaden Mexico City. López Mateos ligger 25 meter över havet och antalet invånare är 420.
Terrängen runt López Mateos är platt. Runt López Mateos är det glesbefolkat, med 11 invånare per kvadratkilometer. Närmaste större samhälle är San Pablo Pixtún, 18,6 km väster om López Mateos. I omgivningarna runt López Mateos växer i huvudsak städsegrön lövskog.